# Konstantín Leóntiev
Konstantín Nikoláievich Leóntiev (Kudínovo, gobernación de Kaluga, 13 de enerojul./ 25 de enero de 1831greg.-Sérguiev Posad, 12 de noviembrejul./ 24 de noviembre de 1891greg.) fue un filósofo y diplomático ruso.

## Biografía
Según el calendario juliano, nacido el 13 de enero de 1831 en Kudínovo, gobernación de Kaluga. Estudió medicina en la Universidad de Moscú para complacer a su madre, pero abandonó la ocupación a consecuencia de su aversión por los cadáveres durante la guerra de Crimea. Posteriormente trabajaría ocho años de diplomático del Imperio ruso.
Enfrentado a los valores burgueses, y aborrecedor del nacionalismo del estado-nación, combinó un pensamiento reaccionario e imperialista con la profetización del triunfo de los valores tradicionales en una suerte de nuevo orden mundial, adaptando elementos del socialismo. Ha sido denominado en ocasiones como el «Nietzsche ruso». Leóntiev, que tomó los votos monásticos en agosto de 1891, falleció el 12 de noviembre de 1891 (calendario juliano), en la Laura de la Trinidad y San Sergio de Sérguiev Posad.

## Obras
- Bizantinismo y Eslavismo (1876)[11]